# Laguna de Perlas (laguna)
La laguna de Perlas es la laguna litoral más larga de Nicaragua, ubicada en la Región Autónoma de la Costa Caribe Sur (RACCS). La ciudad más importante de la zona tiene el mismo nombre del municipio, Laguna de Perlas, y está localizada alrededor de 40 kilómetros al norte de Bluefields. La región aún permanece inexplorada por la mayoría de turistas, sin embargo ofrece un sinnúmero de atractivos culturales y naturales. Alejado del litoral se encuentran algunas islas caribeñas y zonas de pesca. Por otro lado, cerca de la laguna hay hermosos ríos e impresionantes reservas naturales. Asimismo, grupos indígenas que viven en el área y poseen sus propias comunidades pueden ser visitados.

## Geografía
Tiene una superficie de 505.64 km². Sus costas tienen una longitud aproximada de 260 km. Su profundidad oscila entre 0,50 y 10 m y tiene un promedio de 2,5 m por lo que se puede adentrar muchos metros sin que aumente la profundidad. Los fondos son en su mayoría de sedimento, lodo y arena; aunque se observan algunas áreas de ostras y escasos afloramientos rocosos. Llama la atención que realmente es una albufera (agua salobre), ya que está abierta al Mar Caribe.

## El pueblo de Laguna de Perlas
El pueblo de Laguna de Perlas está localizado en las costas de la laguna que lleva el mismo nombre. Económica y políticamente conforma el área más importante de la región. Además, hoteles y restaurantes lo convierten en un lugar estratégico para movilizarse y conocer otros atractivos de la región.
Laguna de Perlas es un pueblo pequeño y tranquilo, habitado en su mayoría por creoles, aunque se pueden ver miskitos y otros grupos étnicos. En esta zona, el estilo de vida tiene un ritmo calmado, no obstante la tecnología moderna poco a poco está siendo implementada. Hay disponibilidad de energía eléctrica -pero no entre la 1:00 a. m. y las 9:00 a. m. y señal de celular que conecta a Laguna con el mundo. Al igual que otros poblados en el área, el servicio de transporte, en su mayoría, es acuática. El pueblo tiene aceras de concreto que permiten tener una caminata más amena alrededor del área.
La actividad económica característica de la zona es la pesca, lo que la convierte en una excelente opción para degustar pescado, langostas o camarones (dependiendo de la temporada). De igual manera, debido a la diversidad étnica, es posible probar la cocina tradicional.
A pesar de ser el pueblo más importante, Laguna de Perlas por sí mismo no ofrece muchas actividades para turistas. No obstante, los atractivos más interesantes de la región pueden ser visitados partiendo desde Laguna. Es por esto que se considera como una alternativa para pasar la noche.

## Los cayos Perla
Los Cayos Perlas son un grupo de aproximadamente 14 pequeñas islas ubicadas a 35 km de Laguna de Perlas. Estas islas poseen todas las características comunes del Caribe: arena blanca, agua turquesa y palmeras. Por esta razón, son un excelente lugar para visitar durante un día desde Laguna de Perlas.
En estas islas desiertas o en los alrededores puede realizar diversas actividades. Las cálidas aguas caribeñas le permitirán nadar y hacer snorkel. Asimismo, es posible pescar y tener un almuerzo fresco o relajarse observando el paisaje. También puede encontrar puntos donde podrá broncearse o leer un libro bajo la sombra de las palmeras.
Los cayos Perla también son un significativo sitio de anidación para las tortugas carey. No obstante, otros animales marítimos están más visibles: durante el paseo en bote hacia las islas podrá observar delfines.

## Awas
Awas es un pequeño pueblo cercano a Laguna de Perlas y ocupado recientemente por poblaciones Miskitas. El pueblo está ubicado cerca de la costa de la laguna y posee fácil acceso a las áreas poco profundas. Esta característica lo convierte en un sitio popular entre la población durante las celebraciones de Semana Santa. Cabe destacar que Awas es un lugar tranquilo en el cual se puede llevar a cabo una variedad de actividades.
Además de nadar, los visitantes pueden explorar el hermoso terreno de sabana ubicado detrás del pueblo. La singular vegetación de grama y palmeras combinadas con los arroyos y húmedas llanuras forman un perfecto espacio para muchas aves que pueden observarse durante el amanecer. Igualmente, el área brinda la oportunidad de realizar paseos en canoa, a caballo o realizar caminatas. Obtenga más información sobre explorar la sabana en la Guía de Actividades.
La mayor parte de la población se dedica a la pesca. Los turistas tienen la oportunidad de realizar un tour de pesca con los pobladores. No espere un equipamiento lujoso o avanzado; lo atractivo se encuentra en observar los métodos y prácticas utilizados por los pescadores locales.
Awas se encuentra a tan solo una caminata de 30 minutos desde Laguna de Perlas. Garzas y otro tipo de aves pueden ser vistas en el área pantanosa contiguo a la acera. También, están disponibles pequeños camionetas que funcionan como bus entre ambos pueblos.

## Ríos, reservas y comunidades tradicionales
Tomar un bote y explorar las diferentes áreas escondidas de Laguna de Perslas puede convertirse en una gran experiencia. Puede conocer uno de los ríos que alimenta la gran laguna y disfrutar de escenarios impecables con bosques junto al río así como de visitas culturales durante el día.
Cuatro diferentes grupos étnicos habitan el área: Mestizos, Creoles, Miskitos y Garífunas. Generalmente, un grupo étnico en particular está presente en diferentes sitios. Al visitar una de las comunidades tradicionales, los turistas pueden tener una visión de la cultura de Garífunas o Miskitos, los cuales son los grupos indígenas más tradicionales. Más información sobre visitar alguna de estas comunidades puede encontrarse en la Guía de Actividades.
Otra opción es visitar el proyecto agrícola/forestal en Wawashang. Creado por FADCANIC (organización de desarrollo local), provee educación gratuita a niños que habitan en zonas cercanas o rurales. En el centro se enseña sobre las prácticas agrícolas sostenibles y también se ofrece visita a plantíos. El centro está situado a orillas del Río Wawashang, establecido en un área forestal alejado de la civilización. Hay disponibilidad de habitaciones para alojarse durante el tiempo que desee en esta zona remota.
No muy lejos de Wawashang está ubicado un pequeño poblado llamado Pueblo nuevo. Una reserva natural que forma parte de la gran Reserva Natural Wawashang se localiza detrás de la comunidad y resulta ser otra grandiosa zona para visitar. Antes de llegar a la reserva, los amantes de las caminatas tendrán que cruzar un área rural donde se realizan, en mínima escala, actividades agrícolas. Cabe destacar que esta zona, al igual que gran parte de la reserva, fue golpeada con fuerza por el Huracán Beta a finales del 2005 y rastros del desastre natural aún son visibles. Es muy común observar árboles caídos y especialmente cerca de los ríos.
Alrededor del área se presentan oportunidades para realizar pesca deportiva. Los diferentes ríos así como algunas lagunas como Laguna Top Lock poseen sábalos u otros peces más grandes.

## Situación de bienes raíces en Cayos Perla
Las zonas alrededor de los cayos Perla han estado dominados por grupos indígenas durante cientos de años. Ellos utilizaron las islas como refugio mientras pescaban. Las leyes gubernamentales declararon la región como pertenencia del pueblo indígena y hasta hace diez años no se presentaron inconvenientes. Luego, un empresario de origen griego obtuvo los títulos de propiedad (según la ley, las propiedades pertenecen a los grupos indígenas y personas externas no pueden ser propietarios de las mismas). El empresario empezó a vender “sus” islas a extranjeros, lo cual ocasionó molestias a la población local.
Hasta el momento, la lucha de los pueblos indígenas para recuperar sus tierras continúa. Personas ajenas que ignoran la situación siguen comprando las islas. Luego son vendidas a precios bajos cuando aquellos que hicieron la compra se dan cuenta de que no pudieron obtener su pequeño espacio paradisíaco. Las islas son hermosas pero también son refugios naturales delicados que deben ser protegidos. Estas no están hechas para soportar cualquier tipo de construcción. Comprar una isla y construir una casa es una pésima idea desde un punto de vista ecológico, comercial y étnico. Nuestra recomendación: Mantengase alejado de las inversiones en estas islas.